# ربرسین
ربرسین (به فرانسوی: Reboursin) یک کمون در فرانسه است که در اندر واقع شده‌است. ربرسین ۱۲٫۷۲ کیلومتر مربع مساحت و ۱۱۸ نفر جمعیت دارد و ۱۰۰ متر بالاتر از سطح دریا واقع شده‌است.